# E604 (trasa europejska)
E604 – trasa europejska biegnąca przez Francję. Zaliczana do tras kategorii B droga łączy Tours z Vierzon.

## Przebieg trasy
- Tours E5 E60 E502
- Vierzon E11